# Rechoard
Rechoard (en francès Rochechouart) és una ciutat de França, al departament de l'Alta Viena a la regió de la Nova Aquitània.

## Demografia
| 1962                                       | 1968  | 1975  | 1982  | 1990  | 1999  | 2007  |
| ------------------------------------------ | ----- | ----- | ----- | ----- | ----- | ----- |
| 4.093                                      | 4.059 | 4.196 | 4.053 | 3.985 | 3.665 | 3.831 |
| Des de 1962: població sense dobles comptes |       |       |       |       |       |       |

## Administració
| Període   | Identitat          | Partit |
| --------- | ------------------ | ------ |
| 1957-1989 | Léon Pagnoux       | PCF    |
| 1989-2001 | Marcel Corivaud    | PCF    |
| 2001-     | Jean-Marie Rougier | PS     |

## Agermanaments
- Oettingen